# Bewegungshaufen
Ein Bewegungshaufen oder Bewegungssternhaufen ist eine lockere Gruppe von Sternen, die nicht durch eine räumliche Konzentration um ein Haufenzentrum charakterisiert sind, sondern durch eine gemeinsame Bewegungsrichtung auf einen entfernt liegenden Konvergenz- oder Fluchtpunkt hin (vgl. auch Apex).
Die Sterne eines Bewegungshaufens haben eine gemeinsame Herkunft in einem offenen Sternhaufen, der sich aufgrund der geringen gravitativen Bindung nach einigen Umläufen um das galaktische Zentrum auflöst; der Übergang zum Typus offener Sternhaufen bzw. Sternassoziation ist fließend. Eine zweite Hypothese erklärt die Entstehung von Bewegungshaufen durch eine orbitale Resonanz mit der Spiralstruktur der Milchstraße.
Wenn ein Bewegungshaufen sehr nahe am Sonnensystem liegt – wie beispielsweise der Bärenstrom mit 5 hellen Sternen des Großen Wagens – kann man ihn nicht direkt als zusammenhängend erkennen, sondern nur anhand der Eigenbewegungen seiner Einzelsterne.
Bekannte Beispiele von Bewegungshaufen, deren jeweilige Zusammengehörigkeit infolge ihrer großen Entfernung direkt erkennbar ist, sind die Hyaden im Stier und die Krippe (Praesepe) im Krebs. Hingegen gehören die Plejaden wegen ihrer Sternkonzentration zu den Offenen Sternhaufen.